# Petar Vasić
Petar M. Vasić (* 1934; † 1996) war ein serbischer Mathematiker, der sich mit Analysis befasste und speziell Ungleichungen.
Vasic wurde 1963 an der Universität Belgrad bei Dragoslav Mitrinović promoviert (Über einige quadratische funktionale Gleichungen (Serbisch))  und war ab 1976 Professor in Belgrad.
Zu seinen Doktoranden zählt Josip Pečarić.
1969 wurde er Mitglied der Serbischen Wissenschaftlichen Gesellschaft.

## Schriften
- Dragoslav Mitrinović: Analytic Inequalities. in cooperation with Petar Vasić. In: Die Grundlehren der mathematischen Wissenschaften in Einzeldarstellungen. Band 165. Springer, Berlin / Heidelberg / New York 1970, doi:10.1007/978-3-642-99970-3 (englisch).
- mit Dragoslav S. Mitrinović, Peter S. Bullen: Sredine i sa njima povezane nejednakosti I (= Publikacije Elektrotehničkog fakulteta. Serija Matematika i fizika. Nummer 600). Elektrotehnički fakultet Univerziteta u Beogradu, Belgrad 1977, JSTOR:43667030, (englisch: Means and their Inequalities (= Mathematics and its Applications. East European Series. 31). Revised and updated translation. Reidel, Dordrecht u. a. 1988, ISBN 90-277-2629-9).